# フロリアン・ヨゼフゾーン
フロリアン・マルク・ヨゼフゾーン（Florian Marc Jozefzoon、1991年2月9日 - ）は、フランス領ギアナ出身のプロサッカー選手。ポジションはフォワード。スリナム代表。

## 経歴

### クラブ
2006年にアヤックス・アムステルダムのユースに加入し、2010-11シーズンのフィテッセ戦でトップチームデビュー。2011-12シーズンはNACブレダに期限付き移籍した。2012年5月25日にRKCヴァールヴァイクに2年契約で移籍。2013年6月にPSVアイントホーフェンに移籍した。
2017年1月、チャンピオンシップのブレントフォードFCに移籍。2018年7月18日、ダービー・カウンティFCに移籍。
2022年8月4日、古巣であるRKCヴァールヴァイクに復帰し、1年契約を結んだ。

### 代表
オランダ代表の一員としてUEFA U-19欧州選手権2010とUEFA U-21欧州選手権2013に参加した。

## 人物
フランス領ギアナのサン＝ローラン＝デュ＝マロニで生まれ、2歳の時に家族と共にオランダに移住した。

## タイトル
アヤックス
- エールディヴィジ: 2010-11

PSV
- エールディヴィジ: 2014-15, 2015-16
- ヨハン・クライフ・スハール: 2015-16, 2016-17